# レディ・ノックス間欠泉
レディ・ノックス間欠泉 (Lady Knox Geyser) は、ニュージーランドのタウポ火山帯ワイオタプ地域にある間欠泉。

名称はニュージーランドの第15代総督アチャー・ノックスの娘レディ・コンスタンス・ノックスにちなむ。
界面活性剤の投入により、毎日午前10時15分に噴出が発生させられている。噴出は高さ20mに達し、天候にも左右されるが1時間以上続く。
この間欠泉は20世紀はじめに発見されたため、マオリ語による名前は存在しない。ワイオタプには1901年にニュージーランド最初の刑務所が設置されており、そこの囚人によって間欠泉は発見された。また囚人たちが衣服を洗おうとして石鹸を温水中に入れたことから、石鹸の投入により噴出が誘発させられることも判明した。